# Funiculaire Perce-Neige
Le funiculaire Perce-Neige, aussi appelé funiculaire de la Grande Motte ou funiculaire de Tignes, est un funiculaire entièrement souterrain situé à Tignes en Savoie. Il fait partie des remontées mécaniques du domaine skiable de Tignes. Il s'agit du deuxième funiculaire de l'Espace Killy (grand domaine skiable formé par les stations de Tignes et de Val d'Isère) avec le Funival. Ce funiculaire part du hameau de Val-Claret pour accéder au pied du Glacier de la Grande Motte. Le funiculaire Grande Motte est depuis son inauguration le plus long funiculaire de France.

## Historique
Le Glacier de la Grande Motte fut pour la première fois  accessible aux skieurs  grâce à la construction de deux télécabines 4-places en 1969. Mais vers la fin des années 1980, la capacité de ces remontées devint insuffisante. C'est alors que la STGM (Société des téléphériques de la Grande Motte) choisit d'opter pour la construction d'un funiculaire dans le but d'augmenter la capacité, réduire le temps de montée ainsi que de limiter l'impact environnemental du fait que le funiculaire soit entièrement souterrain. Les études géologiques sont réalisées en 1987 puis le percement du tunnel commence le 13 décembre 1989 pour être achevé le 1er octobre 1991. Le premier véhicule du funiculaire est livré à Tignes par camion le 18 juin 1992 puis le deuxième le 26 juin. Enfin le funiculaire entre en service le 14 avril 1993 et les anciennes télécabines sont ainsi démontées,.

## Caractéristiques générales
Le funiculaire de la Grande Motte permet un accès direct au glacier de la Grande Motte. La station aval est située dans le hameau du Val-Claret à Tignes à l'altitude de 2 100 mètres et à proximité des télésièges Bollin, Fresse, Lanches et Tichots. La station amont se situe au pied du glacier de la Grande Motte à 3 032 mètres où les skieurs peuvent emprunter le téléphérique de la Grande Motte pour accéder au point le plus haut du domaine skiable à 3 456 mètres. Avec une longueur de 3 490 mètres, il s'agit du plus long funiculaire de France. Sa vitesse maximale est de 12 m/s (43,2 km/h) et le trajet dure environ 7 minutes,. Le funiculaire étant entièrement souterrain cela lui permet de faire monter les passagers au glacier quelle que soit la météo ainsi que de réduire l'impact environnemental. Son parcours est constitué d'un simple tunnel à voie unique sur toute sa longueur à l'exception d'un court tronçon au milieu de la ligne constitué de deux tunnels parallèles pour le croisement des deux trains. La pente moyenne de la ligne est de 31 %. Il existe une alternative au funiculaire pour monter au glacier depuis Tignes en empruntant les deux télésièges débrayables Lanches puis Vanoise.
Chacun des deux véhicules du funiculaire est composé de deux wagons de forme cylindriques. Le poids des véhicules à vide est de 32 tonnes et leur poids en charge maximale de 58,8 tonnes avec une longueur de 31,6 mètres et une largeur de 3,55 mètres. Ces véhicules furent construits par CFD (Compagnie de chemins de fer départementaux). Le  funiculaire possède au total 335 places (167 places pour les passagers par trains plus une place pour le conducteur) ce qui lui donne une capacité de 3 000 personnes par heure (contre 1 600 pour les anciennes télécabines),.

## Exploitation
Le funiculaire Perce-Neige est exploité par la Société des Téléphériques de la Grande-Motte (STGM), chargée de l'exploitation de l'ensemble des remontées mécaniques du domaine skiable de Tignes. Plus précisément, elle est chargée de "l'aménagement, la maintenance et l'exploitation" des appareils de remontées mécaniques, du golf de la commune et des navettes de la station.
La STGM est une filiale de la Compagnie des Alpes (CDA) qui détient plusieurs domaines skiables ainsi que des parcs d'attraction. Sa forme sociale est celle d'une société anonyme à conseil d'administration et son chiffre d'affaires en 2022/203 est de 66 millions d'euros.
Fondée en 1967 par le promoteur et ingénieur Pierre Schnebelen, surnommé le "bâtisseur des neiges" et contribuant largement à l'urbanisation des villages de Tignes et Val-d'Isère, la STGM comptait en 2020 20 télésièges, 5 téléskis et 3 télécabines en plus du Téléphérique de la Grande Motte et du Funiculaire Perce-Neige.
EN 2024, la commune de Tignes a pris la décision en conseil municipal de ne pas renouveler le contrat de Délégation de service public (DSP) conclu avec la CDA pour l'exploitation du domaine skiable, mais de recourir à une Société publique locale (SPL) qui reprendrait l'intégralité des salariés de la STGM et rachèterait l'ensemble des investissements effectués par la CDA.